# TDCAサブスクパス
TDCAサブスクパスは、東京ドームシティアトラクションズが販売する定額制チケットである。

## 概要
東京ドームシティアトラクションズが史上初めて販売した定額制チケットであり、指定された期間内であれば一部除く園内全てのアトラクションが乗り放題となる。価格はワンデーパスの2倍以下となっており、近隣住民を中心に人気を博している。
日本サブスクリプションビジネス振興会の会長である渡邊敦彦は、このサブスクパスについて、「新規ユーザーの獲得以上に、既に来園している人たちのライフタイムバリューを上げていく施策として成功するのではないかと見ている。サブスクは簡単に元が取れるため、顧客は2回、3回と来園し始める。とはいえ、彼らは遊園地で遊んで帰るだけではなくて、ランチを取ったり、近隣のスーパーマーケットやドラッグストアで買い物をしたりなどもする。この施策によって周辺や併設された店舗の集客マシンとして活用できる可能性は大きいのではないか」としている。
2021年9月28日に最初に発売され、同年12月31日にかけて販売していた。購入日から2022年2月28日まで利用可能であった。販売開始1カ月で購入者は1万人を突破し、最終的に購入者数は約1万8千人を記録した。
その後、2022年と2023年に再販売されている。